# Cyantraniliprole
Le cyantraniliprole est un insecticide de la classe des ryanoïdes, plus précisément c'est un insecticide diamide. Son utilisation est approuvée aux États-Unis, au Canada, en Chine, en Inde ainsi qu'en France. En raison de son mécanisme d'action peu commun en tant que ryanoïde, il a une activité contre les ravageurs tels que Diaphorina citri qui ont développé une résistance à d'autres classes d'insecticides. Pour ces raisons une dérogation existe en France permettant son utilisation contre les grosses altises sur colza et moutarde dans les régions où une résistance a été caractérisée.
Le cyantraniliprole est hautement toxique pour les abeilles, ce qui a retardé l'enregistrement de son utilisation comme insecticide aux États-Unis.